# Fuck Off
Fuck Off és una banda catalana de thrash metal, precursora d’aquest estil musical a nivell de l’estat espanyol, que inicialment va estar en actiu entre els anys 1986 i 1990. Després de la seva dissolució, el grup ha tornat a l’activitat musical en diferents ocasions, tot reivindicant el seu paper de pioners, amb diferents formacions però sempre sota el lideratge del guitarrista i vocalista Pep Casas.

## Història del grup

### Inicis (1987-1988)
Fuck Off es formaren entre finals de 1986 i inicis de 1987 entre les localitats d’Argentona i Mataró. Els membres originals foren Xevi Esperalva (veu), Xevi Parera (guitarra), Claudio Ringeling (guitarra), Jordi Casanovas "Jackson" (baix) i Miquel "Miki" Glanadell (bateria), tot i que Esperalva aviat va causar baixa del grup i fou substituït per Joe "Bolta" Pérez. Foren un dels grups pioners, a nivell de tot l'estat espanyol, a practicar thrash metal, subgènere del heavy metal que es caracteritza pel seu caràcter agressiu i els seus tempos ràpids.
L’any 1988 publicaren amb el segell Justine el seu senzill de presentació, produït per Pedro Bruque, que incloïa els temes «People In War» i «Fuck Off», ambdós cantats en anglès, llengua que utilitzarien generalment al llarg de la seva trajectòria. Poc temps després, el guitarrista Xevi Parera hagué d'abandonar el grup perquè havia d'incorporar-se al servei militar, i en el seu lloc entrà Pep Casas, ex-membre de la banda gironina Reina Negra.

### Another Sacrifice(1988)
A principis de setembre de 1988, ja amb Casas a la banda, el grup actuà com a teloners de Bruque a les Cotxeres de Sants de Barcelona. Una gravació d’aquest concert, enregistrat des de la taula de so, va cridar l’atenció de Claxon Records, i poc després la banda signava contracte amb aquesta discogràfica madrilenya, abandonant d'aquesta manera Justine Records. Immediatament, el grup es desplaçà a l’illa d’Eivissa, on començà la gravació del seu primer LP, esdevenint d’aquesta manera el primer grup de l’estat espanyol en gravar un disc de thrash metal.
El primer LP de Fuck Off fou enregistrat als Mediterranean Studios, sota la producció del nord-americà Dennis Hermman, i s'edità amb el nom d’Another Sacrifice (Claxon, 1988). El disc incloïa 9 temes, dels quals en destacaven «Black Magic» (versió del tema original d’Slayer), «Sueño maldito» (l’únic tema en castellà del disc) i el tema que donava nom al treball, «Another Sacrifice». L’estil de les cançons del disc -majoritàriament compostes pel guitarrista Ringeling, tot i que signades per la banda al complet- i la veu del cantant Joe els va comportar no poques comparacions amb el grup novaiorquès Anthrax, un dels "big four" del thrash metal americà. Les lletres de les cançons no defugien dels tòpics habituals del gènere, i en elles resultaven habituals les referències a l'infern, la guerra o la mort.
Després de l’edició d’aquest primer LP, el grup inicià una petita gira per territori espanyol, en el transcurs de la qual Joe va decidir abandonar la banda, degut a diferències musicals. A partir d’aquest moment, el guitarrista Pep Casas passà a assumir també el rol de cantant, amb la qual cosa el grup passava de quintet a quartet.

### Hell On Earthi separació (1989-1990)
El mes de novembre de 1989, el grup es desplaçà fins als Old Smithy Studios de Kempsey, Worcester (Anglaterra), per a enregistrar el seu segon llarga durada. Les noves cançons, majoritàriament escrites pel guitarrista Pep Casas, resultaren més fosques i agressives que les del disc anterior, per la qual cosa Claxon, un cop vistos els resultats, decidí vendre el master del disc a GBBS Records (filial internacional de Noise, discogràfica alemanya de grups com Kreator o Helloween), més acostumats a treballar amb música extrema.
A principis de 1990, Fuck Off editava el seu segon LP, Hell On Earth (GBBS Records), amb producció de Casas i l’assistència de Paul Heare i Luke Malion. Musicalment, el nou disc els apropava al so més cru del thrash metal europeu, propi de bandes com Kreator, Sodom, Destruction o Venom. No obstant, també es podia percebre una gran influència, tan musicalment com líricament, dels americans Slayer (evident en temes com «Blasphemy»). Del disc en destaca el tema homòmin, la instrumental «Cyclone» -de gairebé 10 minuts, on cada membre del grup disposa del seu moment per a esplaiar-se i mostrar les seves habilitats-, i la cançó «Inquisición», cantada en castellà i recuperada del repertori de Reina Negra.
Un cop publicat el disc, Fuck Off inicià una nova gira de concerts durant la qual el baixista, Jackson, decidí també abandonar la banda. El grup, però, va continuar endavant amb la incorporació de l’ex-Reina Negra Víctor Quintans. Durant aquesta gira, els catalans va arribar a fer de teloners de grups com Running Wild i Rage, i es posicionaven com la banda més important de thrash metal old school del país. No obstant això, les tensions -musicals i personals- dins el grup provocaren la seva dissolució a finals d’any.
La fi del grup arribà en un moment en què el thrash metal començava a gaudir de considerable popularitat a Espanya -dins el context dels aficionats al rock dur-, coincidint amb l'apogeu del gènere a nivell mundial, gràcies a la publicació durant els darrers anys d'àlbums tan emblemàtics com «Master Of Puppets» i «...And Justice For All» de Metallica, «Reign In Blood» i «South Of Heaven» de Slayer, «Among The Living» d'Anthrax, «Peace Sells... But Who's Buying?» de Megadeth, «Beneath The Remains» de Sepultura, o «Extreme Aggresion» de Kreator, entre molts altres. A nivell nacional, aquesta popularització del thrash havia afavorit l’aparició de noves bandes com Legion o Ktulu.

### Segona etapa: Reedicions, recopilatoris iSmile As You Kill(2010-2015)
L’any 2006, Dark Rails Records publicava, per primer cop en CD, una reedició del disc «Hell On Earth», que incloïa els 10 temes originals del disc més 4 peces addicionals, totes elles cantades en castellà i amb un estil més proper al rock urbà espanyol que no pas al thrash metal que els caracteritzava. Aquests 4 temes constituïen les darreres demos enregistrades pel grup abans de la seva separació inicial. L'únic membre del grup implicat en aquesta reedició fou el guitarrista Pep Casas, la qual no comptava amb el vistiplau de la resta de membres.
L’any 2010, una formació "revisitada" del grup, impulsada per Casas, tornava a l’activitat amb una sèrie de concerts arreu d’Espanya (destacant la seva participació al festival Leyendas del Rock de 2011 i una aparició com a teloners dels alemanys Tankard, a la sala Salamandra de l'Hospitalet de Llobregat, el novembre de 2011). La resta de membres originals, a excepció del cantant Joe, no es van voler afegir al projecte, atès que encara persistien les desavinences entre ells, ocasionades sobretot pel fet que Casas havia registrat sense el coneixement de la resta el nom "Fuck Off", de manera que a partir d'aquell moment ell passava a disposar en exclusiva dels drets d’ús del nom.
L'any 2012 es publicà el recopilatori A Different Sacrifice 1987-1988 (Xtreem Music), que presentava versions aparentment alternatives dels temes corresponents al primer single («People In War»/«Fuck Off») i al primer llarga durada (Another Sacrifice) de la banda. D'acord amb la discogràfica, Xtreem Music, no es podia disposar de les versions originals dels temes degut a problemes legals amb els drets d'edició de les cançons. Les noves versions resultaven més directes i urgents que les originals, perquè s'eliminaven les introduccions i les parts més melòdiques i redundants d'alguns dels temes, i s'accelerava en molts casos el "tempo" de les cançons.
Gairebé de manera paral·lela, i en aquest cas a iniciativa d’una altra facció de la banda original -encapçalada per Ringeling, amb Miki, Jackson i Xevi Parera, però sense la implicació de Casas-, es reeditava el disc Another Sacrifice a través de Leyenda Records. En aquest cas, la discogràfica afirmava haver adquirit els drets d'edició de les cançons al seu propietari legal, Claxon Records, desmentint d'aquesta manera l'existència de problemes legals amb les gravacions originals als quals havia fet referència Xtreem Music. A més, amenaçava a Pep Casas davant de qualsevol intent de publicar el suposat material "alternatiu" extret de les sessions de gravació de l'esmentat treball. La reedició de Leyenda Records comptava amb els 9 temes originals del disc més l’afegit de 5 peces addicionals. Fins aleshores, Another Sacrifice encara mai havia estat publicat en format CD (originalment únicament havia aparegut en vinil i en cinta de casset).
L’any 2013, després de 23 anys sense enregistrar nous temes originals, la nova formació de Fuck Off liderada per Pep Casas publicava Smile As You Kill (Xtreem Music), disc que comptava amb 9 cançons, destacant una versió del clàssic «Long Live Rock & Roll» de Rainbow (que la banda havia gravat per a la seva inclusió dins un disc de tribut a Ronnie James Dio), una versió actualitzada del que havia estat el primer single del grup, «People In War», i noves composicions com «We Are Back In Town». El disc també continuava amb la tradició de Fuck Off d'incloure un tema cantat en castellà (en aquest cas, «Impera la corrupción»).
L’any 2015 es publicava el disc Hell On Earth II (Revisited & Faster) (Xtreem Music), un recopilatori que, entre altres rareses, oferia noves versions d'alguns dels temes originals del disc Hell On Earth, coincidint amb el 25è aniversari de la seva publicació. Amb aquest nou treball, es posava punt final a la segona etapa d'existència del grup.

### Tercera etapa (2023-)
L'any 2023, Pep Casas participà com a músic convidat a la gravació de l'EP Burn Again del projecte Fuck 'Em All del bateria Miki Glanadell. Aquest retrobament esdevingué el detonant que ha acabat possibilitant una nova reunió de Fuck Off. En aquesta ocasió, apart de Miki i Pep, completen la banda el guitarrista Ricard “Pal” Salvatella i el baixista Víctor Espejo.
Per a commemorar aquest nou retorn a l'activitat, el mes d'abril de 2024 Fuck Off publicà un nou disc recopilatori, Fuckin' Hell I (Demons Records, 2024), format per 12 temes gravats entre 1988 y 1990 per part de la formació clàssica de la banda, 10 d'ells aparentment en directe, que aconsegueixen esprémer una mica més el llegat original de la banda. Els 6 primers temes del disc, que conformen la cara A de l'edició en vinil, estan cantats en castellà, mentre que els 6 restants (la cara B) ho estan en anglès. Del disc en destaca el treball artístic (portada inclosa), obra de José Antonio Vives.
La nova formació de Fuck Off debutà en directe l'agost de 2024 dins el festival Leyendas del Rock, a Villena (Alacant), on van compartir cartell amb Behemoth i Dimmu Borgir -entre altres- i horari amb Amon Amarth.

## Llegat
Existeix un consens general dins els mitjans de comunicació i els periodistes especialitzats en la música rock i heavy metal, en considerar a Fuck Off com un dels grups precursors del thrash metal (com a gènere diferenciat del heavy metal o l'speed metal) a nivell nacional, juntament amb els també catalans Legion i Ktulu.
A més, cronològicament, també es pot afirmar que el primer llarga durada de thrash metal enregistrat per un grup espanyol és Another Sacrifice, de Fuck Off, publicat el mes de novembre de 1988. No obstant, aquests fets per si sols no han estat suficients per fer de Fuck Off una banda amb major repercussió o notorietat.
D’acord amb Óscar Sancho, vocalista de Lujuria i director del programa radiofònic Rockcinante, un seguit de factors expliquen per què Fuck Off no va arribar a majors nivells de popularitat en el seu moment, entre ells: el fet de no provenir de Madrid, una promoció insuficient, el no haver arribat a editar un tema suficientment emblemàtic (com sí van fer, per exemple, Legion, amb el seu «Mili KK»), el fet d’emprar l’anglès en un moment en què el públic espanyol no estava prou familiaritzat amb aquest idioma i, lògicament, la curta vida del grup.
Alfonso J.B. Sánchez, director de la discogràfica Leyenda Records, assenyala també com a important el fet que el thrash metal sempre ha estat un subgènere minoritari dins el moviment del heavy metal. A més, considera que el canvi de so i de vocalista entre un disc (Another Sacrifice) i l'altre (Hell On Earth) tampoc va ajudar a la banda, donant a entendre que Joe era millor "frontman", vocalista, i amb una millor pronunciació de l'anglès que Pep Casas.
Rafa Basa, en un article en motiu de la reedició de Hell On Earth de 2006, també fa referència a l'anglès de Casas, que defineix com a "cutre y chabacano". I a més, esmenta un altre dels factors que sovint s'ha comentat que els va limitar a l'hora d'aconseguir cotes més altes de popularitat, sobretot a nivell internacional: el propi nom del grup, que podia resultar ofensiu per a determinats públics.

## Membres

### Formació clàssica (1988-1990)[2]
- Joe: veu (fins a principis de 1989)
- Ringeling: guitarra
- Pep: guitarra, veus
- Jackson: baix
- Miki: bateria, veus

### Formació actual (2024-)[6]
- Pep: veu, guitarra
- Pal: guitarra
- Víctor: baix
- Miki: bateria, veus

## Discografia
Àlbums d'estudi
- Another Sacrifice (Claxon Records, 1988)
- Hell On Earth (GBBS Records, 1990)
- Smile As You Kill (Xtreem Music, 2013)

Recopilatoris i directes
- A Different Sacrifice 1987-1988 (Xtreem Music, 2012)
- Hell On Earth II (Revisited & Faster) (Xtreem Music, 2015)
- Peligro Social (JCO, 2023)
- Fuckin' Hell I (Demons Records, 2024)

Singles
- «People In War» / «Fuck Off» (Justine, 1988)